# El altar de la moda
El altar de la moda (título original en inglés, Fashions of 1934) es una película estadounidense de la época pre-code (1934), dirigida por William Dieterle. Se trata de una comedia musical, cuyos números musicales fueron creados y dirigidos por Busby Berkeley. El guion de F. Hugh Herbert y Carl Erickson está basado en la historia The Fashion Plate de Harry Collins y Warren Duff.
Los protagonistas principales son William Powell, Bette Davis, Hugh Herbert y Frank McHugh; contiene canciones de Sammy Fain (música) e Irving Kahal (letra). Algo después del lanzamiento, el título en inglés Fashions of 1934 se simplificó a Fashions, en los títulos de crédito se insertó una tarjeta que decía «William Powell en ‘Fashions’».

## Argumento
Cuando la empresa de inversión, situada en Manhattan, de Sherwood Nash (William Powell) quiebra decide dedicarse, con su socio Snap (Frank McHugh) y la diseñadora de moda Lynn Mason (Bette Davis), a proporcionar copias baratas de vestidos de alta costura de París a tiendas de descuento. Lynn descubre que el gran diseñador del momento, Oscar Baroque (Reginald Owen), se inspira en antiguos libros de vestuario y comienza a diseñar con la misma pauta, pero firmando cada modelo con el nombre de un diseñador conocido.
Sherwood averigua que la pareja de Baroque, que se hace llamar Gran Duquesa Alix (Verree Teasdale), es en realidad Mabel McGuire, una antigua conocida suya de Hoboken (Nueva Jersey). Así, la amenaza con descubrir su verdadera identidad a no ser que pueda convencer a Baroque para que diseñe el vestuario de una revista musical, en la que ella misma actuaría. Baroque compra una provisión de plumas de avestruz al compinche de Sherwood, Joe Ward (Hugh Herbert), y empieza a diseñar como loco.
Entonces, Sherwood abre «Maison Elegance», una nueva casa de modas en París, que resulta un gran éxito hasta que Baroque descubre que Lynn está falsificando sus bocetos. Consigue que arresten a Sherwood, pero éste es capaz de convencer a la policía para que le concedan tiempo y pueda aclarar la situación. Así, irrumpe en la boda de Baroque y Alix y amenaza con humillar al diseñador revelando la verdadera identidad de su novia a menos que retire los cargos. El diseñador acepta y, además, le compra «Maison Elegance»; por su parte, Sherwood asegura a Lynn que nunca más emprenderá una actividad ilegal si regresan juntos a los Estados Unidos.

## Reparto
- William Powell como Sherwood Nash
- Bette Davis como Lynn Mason
- Frank McHugh como Snap
- Reginald Owen como Oscar Baroque
- Verree Teasdale como la gran duquesa Alix
- Hugh Herbert como Joe Ward
- Henry O'Neill como Duryea
- Phillip Reed como Jimmy Blake
- Gordon Westcott como Harry Brent
- Dorothy Burgess como Glenda
- Etienne Girardot como Glass
- William Burress como Feldman
- Nella Walker como señora Van Tyle
- Spencer Charters como hombre quitando el teléfono
- Harry Beresford como librero de París
- Arthur Treacher como mayordomo[a][1]

## Producción

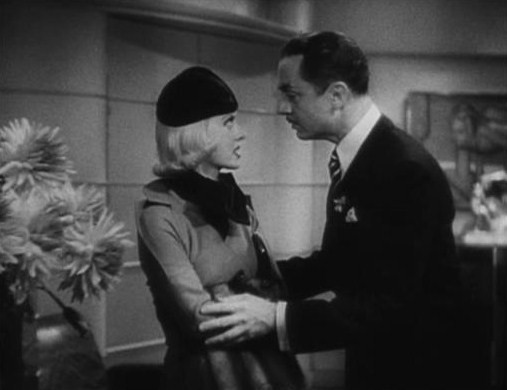
Lynn y Sherwood en una escena de la película. A Davis no le gustó nada el perfil glamuroso que Warner Bros. había ideado para ella.

En El altar de la moda (Fashions of 1934) Jack L. Warner, presidente de Warner Bros., intentó cambiar la personalidad de Bette Davis en la pantalla, poniéndole una peluca rubio platino, pestañas postizas y vestidos glamurosos. La actriz, que había estado intentando convencer al director del estudio para que la prestara a RKO y poder interpretar a la camarera Mildred Rogers en Cautivo del deseo (Of Human Bondage, 1934), estaba horrorizada con la transformación y se quejó de que querían convertirla en otra Greta Garbo. En una entrevista concedida a Kathryn Dougherty, de la revista cinematográfica estadounidense Photoplay, Davis se quejó claramente: «Estoy atrapada en esta horrible rutina. No me toman en serio. No hay más que verme en la película, una imitación de ‘tercera’ de las reinas del glamur de MGM. No soy yo. Nunca seré un tendedero de ropa o un símbolo sexual». Con Gerald Clarke de la revista  Time se lamentaba: «Parecía que iba vestida con ropa de mi madre. Pero saqué algo bueno y es que aprendí de la experiencia. Nunca más les dejaría hacerme eso. ¡Nunca!»
El rodaje se realizó en los estudios de Warner Bros. situados en Burbank en 1933, barajándose los títulos King of Fashion (Rey de la moda) y Fashion Follies of 1934 (Locuras de la moda de 1934). Según Warner, los escritores Gene Markey y Katherine Scola habrían adaptado la historia original en que se basa la película, pero de acuerdo con Screen Writers Guild no tuvieron nada que ver con el proyecto.

## Canciones
Los números musicales de la película incluyen «Spin a Little Web of Dreams» (Teje una redecilla de sueños) y «Broken Melody» (Melodía rota) de Sammy Fain (música) e Irving Kahal (letra); así como «Mon Homme» (Mi hombre) de Maurice Yvain, Albert Willemetz y Jacques Charles. Harry Warren escribió el tema —sin título— que acompaña al desfile de modelos.

## Recepción

### Taquilla
Warner Bros. consideró la película como un fracaso de taquilla. De acuerdo con los archivos de Warner Bros., la película ganó 570 000 dólares en los Estados Unidos y 395 000 dólares en el extranjero.

### Crítica
El periódico The New York Times describió la película como «un espectáculo dinámico» y agregó: «La historia es una comedia ligera, los vestidos son espectaculares y los números musicales de Busby Berkeley con bailarinas de Hollywood son impresionantes... William Dieterle, ese experto director, responsable de varias películas creativas, lo hace bien en esta producción en particular».
La revista Variety la calificó de «un poco exagerada e inconsistente... pero tiene color, brillo, estilo, clase, chicas y mucha ropa... El por qué y cómo Bette Davis entra en escena nunca queda del todo claro».